# 1941 au Yukon
Chronologie du Yukon
- 1937
- 1938
- 1939
- 1940
- 1941
- 1942
- 1943
- 1944
- 1945

Cette page concerne des événements d'actualité qui se sont produits durant l'année 1941 dans le territoire canadien du Yukon.

## Politique
- Chef exécutif : George A. Jeckell
- Législature : 12e

## Naissances
- 23 octobre : Willard Phelps, premier ministre du Yukon.

## Décès
- 27 juillet : Joseph Clarke (en), politicien (º 20 septembre 1869)